# Polittico di Sant'Agnese
Il Polittico di Sant'Agnese è una pala d'altare a olio su tavola dell'artista italiano Andrea del Sarto, databile al 1524-1528 circa. Oggi il polittico risulta smembrato e i suoi pannelli collocati nel Duomo di Pisa.

## Storia
Il polittico venne realizzato a Firenze da Andrea del Sarto nell'ultima fase della sua vita, in un periodo databile tra il 1524 e il 1528, e gli venne commissionato per essere collocato nella scomparsa chiesa di Sant'Agnese di Pisa, situata lungo le mura pisane e tra la Cittadella Vecchia e il Duomo. Importante fonte è quella di Giorgio Vasari, che in merito a quest'opera scrisse:
(Giorgio Vasari nella Vita d'Andrea del Sarto eccellentissimo pittore fiorentino)
La chiesa pisana oggi non esiste più e nel 1618 il polittico venne smembrato e trasportato nel Duomo cittadino, dove i pannelli si trovano tutt'oggi.

## Descrizione
L'opera è una pala d'altare a olio su tavola, in passato un unico polittico, smembrato e trasferito dall'originaria sede al Duomo di Pisa.
Il polittico era costituito da almeno sei pannelli principali, con cinque di essi realizzati da Andrea del Sarto e un altro, una Madonna, probabilmente già preesistente nella scomparsa chiesa di Sant'Agnese di Pisa. I pannelli sono i seguenti:
- Sant'Agnese, 142 cm × 103 cm;[1][2]
- Santa Caterina di Alessandria;[1]
- Santa Margherita di Antiochia;[1]
- San Giovanni Battista, 145 cm × 62 cm;[3]
- San Pietro, 145 cm × 62 cm;[4]
- Madonna, oggi perduta.[1]

La composizione originaria del polittico era suddivisa in due ordini. In quello inferiore, lo scomparto centrale era costituito dalla tavola di Sant'Agnese, affiancata a destra e sinistra rispettivamente da quelle delle sante Caterina d'Alessandria e Margherita di Antiochia. Invece, nell'ordine superiore, vi si trovavano i due scomparti dei santi Giovanni Battista e Pietro l'Apostolo, che dovevano affiancare una perduta Madonna. La ricostruzione è anche aiutata dall'anneddoto scritto da Giorgio Vasari, che parlò anche di questa Madonna che fa miracoli e che considerava Agnese, Caterina e Margherita le raffigurazioni femminili più belle e leggiadre mai realizzate da Andrea del Sarto.

## Possibile ricostruzione
|  |  |  |  |
|  |  |  |  |